# Pascale Ogier
Pour les articles homonymes, voir Ogier.
Pascale Ogier, de son vrai nom Pascale Nicolas, est une actrice française, née le 26 octobre 1958 à Paris où elle est morte le 25 octobre 1984. Vedette « rohmérienne » disparue en pleine jeunesse, elle demeure l'« icône növo »,, la figure mélancolique des années 1980.

## Biographie

### Jeunesse (1958-1977)
Fille de Marie-France Thielland, qui deviendra actrice sous le nom de scène de Bulle Ogier, et du musicien Gilles Nicolas, Pascale Ogier, fruit d'un amour de vacances, a 2 ans lorsque sa mère (alors âgée de 21 ans) se sépare de son compagnon et 8 ans quand celle-ci passe du théâtre au cinéma. Elle a une demi-sœur par son père, Émeraude. À 10 ans, elle découvre de l'intérieur les plateaux en servant de figurante dans un film que sa mère tourne sous la direction d'André Téchiné, Paulina s'en va.
À l'adolescence, le second mari de sa mère, Barbet Schroeder, qui est, à travers la société Les Films du Losange, le producteur d'Éric Rohmer, l'initie à l'univers de Charles Bukowski. Étudiante en littérature et cinéma à Censier, elle interrompt son cursus, contre l'avis de sa mère, pour se lancer à son tour dans le métier d'actrice. Durant ces années, elle traîne aussi dans le quartier des Halles, en pleine rénovation, avec des « blousons noirs ».

### Le parrainage du Losange (1978-1980)
Elle obtient, en 1978, dans La Vie comme ça, deuxième long métrage de Jean-Claude Brisseau, un cinéaste confidentiel que soutient Éric Rohmer, son premier rôle, celui d'une des collègues de l'héroïne, jeune fille reléguée dans ses difficultés familiales, économiques et psychologiques par la société de l'après choc pétrolier, tant au travail où le harcèlement est la règle, qu'à la maison, dans une banlieue abandonnée à la violence.
Éric Rohmer, voisin de l'appartement du dessous, qui l'a vue grandir, lui offre un second rôle au côté d'Arielle Dombasle, dans une aventure artistique rare, l'adaptation littérale de Perceval ou le Conte du Graal de Chrétien de Troyes en octosyllabes. Comme tous les autres acteurs du film, elle apporte sa voix au chœur qui accompagne les instrumentistes médiévaux illustrant les différentes scènes,.
Elle rencontre, au Festival du nouveau cinéma de Montréal, Jim Jarmusch, avec lequel elle noue une relation intime, mais c'est avec le directeur artistique de celui-ci, Benjamin Baltimore,, que l'année suivante elle se met en couple, après l'avoir aidé dans la réalisation d'un projet de décoration, et sans pour autant que ce triangle amoureux ne trouve sa solution. C'est l'époque insouciante et toxicomaniaque, où le sida n'a pas encore freiné la liberté sexuelle et où elle a l'habitude, avec sa bande b.c.b.g. (comprenant Jim Jarmusch, Eva Ionesco, Christian Louboutin, Thierry Ardisson, Alain Pacadis, Pauline Lafont et la mère de celle-ci, Bernadette, Pascal Greggory, Elli Medeiros, Virginie Thévenet ou Roland Barthes) de sortir au foyer underground du Palace, dans un Montmartre postmoderne.
En 1979, Éric Rohmer la met en scène au théâtre des Amandiers, dans une nouvelle traduction française qu'il a faite lui-même de La Petite Catherine de Heilbronn. Elle assure le rôle principal aux côtés de Marie Rivière, Arielle Dombasle et Rosette, qui remplace Béatrice Romand, une autre des nymphettes que Rohmer réunira dans ses créations futures. Les critiques sont très dures à l'égard de la pièce, ce qui n'empêche pas la troupe de fêter la dernière aux Bains Douches. En 1980, la version télévisée de la pièce la ramène à l'écran après cette parenthèse théâtrale.

### Rivette - Rohmer (1981-1984)
En 1981, elle cosigne avec sa mère le scénario du film Le Pont du Nord, réalisé par Jacques Rivette, le cinéaste qui a, en 1967, évincé Éric Rohmer de la direction de la rédaction des Cahiers du cinéma, pour cause de néoclassicisme réactionnaire et catholique. Pascale Ogier y interprète l'un des deux principaux rôles, aux côtés de Bulle Ogier, sa mère. Elle y incarne une jeune fille aux manières de voyou, garçon manqué plus proche du karateka à « l'esprit d'un criminel intellectuel » qu'elle restera à la ville, que de l'image girly qu'elle donnera par la suite. Sa prestation lui vaut d'être reconnue aux États-Unis comme un espoir du cinéma. Elle pose l'année suivante devant l'objectif de son compagnon Benjamin Baltimore en Marianne dénudée, pour l'affiche de la revue Perspectives du cinéma français du Festival de Cannes, Marianne manque d'air, mais Marianne ne manque pas d'air.
En 1983, Ken McMullen, se confrontant au style de Jacques Rivette et de Jean-Luc Godard, lui confie un des deux principaux rôles de Ghost Dance, moyen métrage expérimental tiré d'une Traumdeutung et une psychanalyse jungienne réinventées par Jacques Derrida, qui y joue face à une Pascale Ogier spectrale son propre personnage pérorant sur la dématérialisation de la voix et de la communication : « le cinéma est une fantomachie (…) un art de laisser revenir les fantômes (…). Cinéma plus psychanalyse égale science du fantôme. » Elle-même, ex étudiante marquée par la lecture de Rose poussière de son ami Jean-Jacques Schuhl, est férue d'écriture cinématographique avantgardiste. À vingt quatre ans, elle maîtrise la diction apprise de Marguerite Duras, celle-là même que sa mère imitait à l'instar d'Emmanuelle Riva dans Hiroshima mon amour.
En 1984, Éric Rohmer, qui a eu le loisir de l'inviter souvent avec d'autres adolescents et d'étudier cette jeunesse, affranchie tant de la morale que des idéologies, promise à un avenir sans difficultés sinon sentimentales, lui confie le rôle principal d'un film existentialiste sur l'éternelle histoire d'amour et de mort que l'impossible désir pour l'autre fait rejouer à la génération növo (post punk) des années 1980, Les Nuits de la pleine lune. Comme le réalisateur représente, tel Watteau, la comédie que les enfants de la bourgeoisie contemporaine se jouent à eux-mêmes, et la manière qu'a une jeune femme de se mettre en scène dans sa vraie vie, il confie à l'actrice elle-même le soin de choisir ses tenues dans sa propre garde robe, et les accessoires du décor dans son environnement. Par une mise en abyme imperceptible, il fait de son personnage une décoratrice. C'est également Pascale Ogier qui fait découvrir à Éric Rohmer les performances montmartroises des 120 Nuits et le disque Rectangle d'Elli et Jacno, dont les chansons électroniques, légères et justes à la fois, serviront d'illustration sonore.
Louise, le personnage à la voix fragile et si singulière qu'elle interprète, partage sa vie entre deux hommes, le jour dans une ville nouvelle de la banlieue avec un compagnon, interprété par Tchéky Karyo, et la nuit à Paris même, avec un confident chaste tenu au rôle d'ami et accompagnateur, qu'incarne Fabrice Luchini. Le film fait près de six cent mille entrées et Pascale Ogier devient une actrice reconnue par le public et la profession. En septembre son interprétation, dans laquelle elle semble jouer la femme qu'elle est à la ville, lui vaut la Coupe Volpi pour la meilleure interprétation féminine à la Mostra de Venise. Le prix lui est remis par le cinéaste qu'elle révère, Michelangelo Antonioni.

### Mort

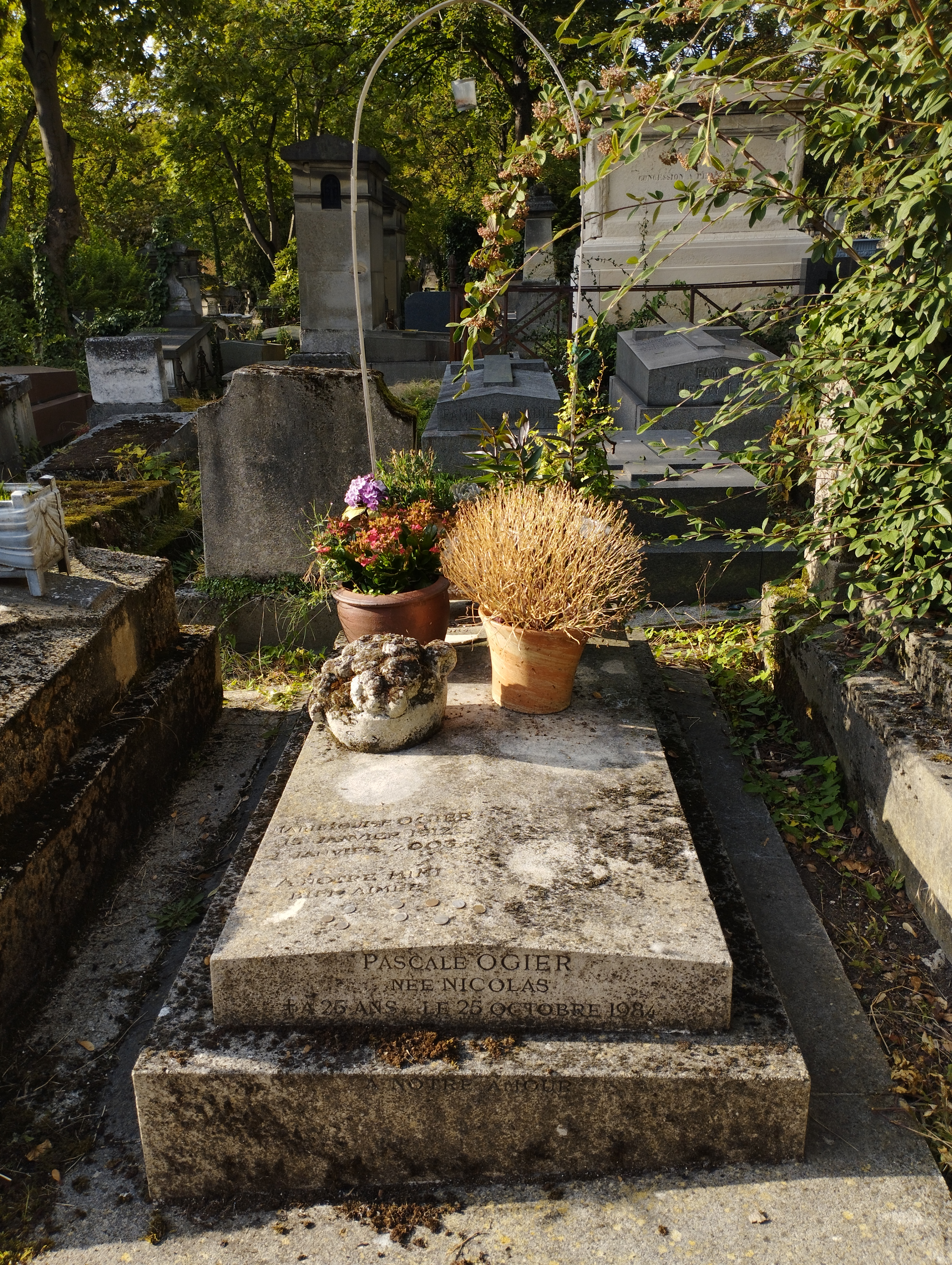
Tombe de Pascale Ogier au cimetière du Père-Lachaise (division 52).

Elle commence le tournage d'Elsa, Elsa, film de Didier Haudepin dont elle incarne le personnage principal. Le 17 octobre 1984, elle prend part à une réception officielle à l'Élysée en l'honneur de l'industrie de la mode, en présence du président Mitterrand, de grands couturiers et d'artistes connus. Sept jours plus tard, est diffusée une interview filmée au début du mois pour l'émission Cinéma, Cinémas où elle évoque avec pudeur une sexualité sombre, faite de « choses physiques aussi, beaucoup… Je rêve beaucoup de ça. (…) les histoires d'amour (…) C'est ma fatalité, je crois… Pour toujours. »
Le 25 octobre 1984, deux mois et demi après la sortie des Nuits de la pleine lune, elle est prise d'une crise d'angor, comme cela lui est déjà arrivé, au sortir d'une soirée au Palace chez un ancien partenaire d'excès adolescents. Celui-ci ignore qu'elle souffre d'un souffle au cœur, trace d'une malformation cardiaque congénitale, et tarde à alerter les secours. Elle meurt sur place des conséquences d'une ischémie myocardique qui a dégénéré en hypoxie générale, à la veille de son vingt-sixième anniversaire. Le soir même a lieu l'avant-première de son dernier long métrage, Ave Maria, dont elle ne connaîtra pas le destin scandaleux. Ce n'est que des années plus tard que les médias français évoqueront une mort résultant d'une overdose,, qui a décompensé sa cardiopathie.
Elle est inhumée dans la même tombe que sa grand-mère Marie-Louise Ogier (1912-2003), située dans la 52e division du cimetière du Père-Lachaise.

### Hommages posthumes
Marguerite Duras, amie de sa mère, rend hommage à l'image de grâce « laurencine » qu'elle aura portée à l'écran et à la ville : « On mesure chaque jour davantage à quelle profondeur la mort est allée chercher sa proie. Mais cependant qu'elle frappe, la grâce de la jeune fille se répand encore dans la ville. ». Lio la remplace dans le tournage d'Elsa, Elsa. En février, lors de la Nuit des César, elle est citée à titre posthume, honneur qui n'avait jamais été rendu qu'à Romy Schneider, au rang des meilleures actrices, le prix étant remporté par Sabine Azéma. La poétesse Huguette Champroux fait lire par Michael Lonsdale un Chant pour Pascale sur France Culture. Le chanteur Renaud dans son album Mistral gagnant lui consacre une chanson où, sans la nommer, il l'appelle affectueusement « P'tite conne » tout en fustigeant la drogue et « ces charognes de dealers ». Jim Jarmusch, qui avait le projet de tourner avec elle, lui dédie son film Down by Law.
Célébrée dès le lendemain de sa mort par le critique Alain Pacadis, la comparant à ce que fut Anouk Aimée dans les années soixante pour une Nouvelle Vague finissante, comme l'« icône növo » des années quatre-vingt, elle est devenue, trente ans plus tard, une figure de roman.

## Filmographie

### Cinéma

#### Longs métrages
- 1969 : Paulina s'en va d'André Téchiné : une petite fille au chandelier (non créditée au générique)
- 1978 : Perceval le Gallois d'Éric Rohmer : une pucelle
- 1978 : La Vie comme ça de Jean-Claude Brisseau : Muriel Pucheu
- 1981 : Quartet de James Ivory
- 1981 : La Dame aux camélias (La storia vera della signora delle camelie) de Mauro Bolognini : Olympe (non créditée au générique)
- 1982 : Le Pont du Nord de Jacques Rivette : Baptiste
- 1983 : Le Destin de Juliette d'Aline Issermann (scène coupée au montage)
- 1983 : Ghost Dance de Ken McMullen : Pascale
- 1983 : Signes extérieurs de richesse de Jacques Monnet : l'assistante médicale
- 1984 : Les Nuits de la pleine lune d'Éric Rohmer : Louise
- 1984 : Ave Maria de Jacques Richard : Angélique

#### Courts métrages
- 1980 : Radio serpent de Unglee
- 1981 : Paris s'en va de Jacques Rivette : Baptiste
- 1982 : Il est trop tard pour rien de Pierre Novion
- 1983 : Rosette par Rosette de Rosette
- 1985 : Rosette vend des roses de Rosette

### Télévision
- 1978 : La Vie comme ça de Jean-Claude Brisseau : Muriel Pucheu
- 1983 : Télévision de chambre (série télévisée), épisode Casting d'Arthur Joffé : Liliane Bertrand

## Théâtre
- 1979 : La Petite Catherine de Heilbronn d'Heinrich von Kleist, mise en scène Éric Rohmer, Maison de la culture de Nanterre : Catherine

## Distinctions
- Mostra de Venise 1984 : Coupe Volpi pour la meilleure interprétation féminine pour Les Nuits de la pleine lune
- César 1985 : nomination au César de la meilleure actrice pour Les Nuits de la pleine lune